# Camino
Camino byl webový prohlížeč pro platformu Mac OS X, založený na renderovacím jádře Gecko. Na rozdíl od Mozilly nemá tvořené uživatelské rozhraní pomocí jazyka XUL, ale používá rozhraní Cocoa. Tento prohlížeč se původně jmenoval Chimera, ale z důvodu častého používání tohoto jména a možné kolize s ochrannými známkami byl zvolen nový název Camino, který je používán od verze 0.7.
Cílem Camina byla dobrá integrace s Mac OS X. Používá uživatelské rozhraní Aqua a integruje se s řadou služeb Mac OS X a funkcí, jako například správou hesel Keychain a Bonjour pro vyhledávání dostupných záložek (oblíbených) v lokální sítí. Mezi další vlastnosti se řadí integrované blokování nevyžádaných oken, prohlížení v panelech a podpora pro otevřené standardy.
Prohlížeč vyvíjela komunitní organizace Camino Projekt. Hlavním vývojářem byl Dave Hyatt, který se v polovině roku 2002 přesunul do vývojového týmu Safari. Hlavním vývojářem je od té doby Mike Pinkerton.

## Historie
V roce 2001 Mike Pinkerton a Vidur Apparao započali projekt uvnitř Netscape, který měl ukázat, že Gecko může být využito v aplikaci založené na rozhraní Cocoa. Počátkem roku 2002 se Dave Hyatt, jeden ze zakladatelů Firefoxu (tehdy pod názvem Phoenix), připojil do týmu a vytvořil Chimeru. Byl to jednoduchý webový prohlížeč založený na dosavadní práci.
První stáhnutelná verze, Chimera 0.1, byla vydána 13. února 2002. Brzy po vydání se stal prohlížeč populární a to hlavně z důvodu rychlého načítání webových stránek (v porovnání s tehdejším Microsoft Internet Explorerem 5). Mnoho lidí tvrdilo, že se jednalo o nejrychlejší webový prohlížeč pro Mac, ačkoliv ještě neobsahoval všechny funkce jako jeho konkurenti.
Hyatt byl v roce 2002 zaměstnán společností Apple Computers, kde začal pracovat na vývoji webového prohlížeče Safari. Zatím malý tým vývojářů uvnitř Netscape se věnoval vývoji a QA aktivitám ve snaze ukázat technologii Netscape na Mac OS na konferenci Macworld v roce 2003. Dva dny před prezentací však společnost AOL (tehdy již vlastních Netscapu) rozhodla pohřbít tento projekt. Přes tuto překážku kostra týmu vývojářů a QA vydala 3. března 2003 Camino 0.7.
Jméno bylo změněno z Chimera na Camino z důvodů možné kolize s ochrannou známkou. Protože Chimera vycházela z řecké mytologie, jednalo se o populární jméno pro hypermediální systémy. Jeden z prvních grafických webových prohlížečů se jmenoval Chimera, jedna americká univerzita také vyvíjela kompletní hypermediální systém stejného jména.
V únoru 2005 byl Josh Aas, jeden z hlavních vývojářů Camina, zaměstnán Mozilla Foundation s cílem vylepšit podporu projektů jako Firefox či Thunderbird na platformě Mac OS X. Na plný úvazek začal pracovat v květnu 2005. V září 2005 Pinkerton přijal pozici ve společnosti Google.
Camino 1.0 bylo vydáno 14. února 2006. Jednalo se o první prohlížeč z rodiny Mozilly, který byl distribuován ve formě univerzálního binárního formátu pro Mac OS X. Poslední verze 2.1.2 byla vydání 14. března 2012. 30. května 2013 oznámil Stuart Morgan na blogu Camina ukončení vývoje.

## Přehled vydaných verzí
| 0.1 | 13. února 2002    |
| 0.2 | 6. dubna 2002     |
| 0.4 | 24. července 2002 |
| 0.5 | 9. září 2002      |
| 0.6 | 5. listopadu 2002 |
| 0.7 | 6. března 2003    |
| 0.8 | 24. června 2004   |
| 1.0 | 14. února 2006    |
| 1.5 | 5. června 2007    |

## Výhody
Jednou z hlavních výhod Camina proti Firefoxu bylo používání nativního programového rozhraní Mac OS X namísto XULu, což v konečném důsledku znamená, že Camino daleko více zapadá do prostředí Mac OS X. Je též rychlejší než Firefox.